# 村本大志
村本 大志（天志、むらもと たいし、1963年 - ）は、CFディレクター、映画監督、小説家。神奈川県出身。

## 略歴
東北新社SPS部入社後、横浜博や名古屋デザイン博といったイベント大型展示映像の制作に携わるようになる。その後、同社のCM本部に異動後は、CMディレクターとして企画・演出を手がける。1996年に東北新社を退社し、フリーランスに。1997年に映画『かわいいひと』第一話を監督した際、映画評論家の山根貞男の助言で本名の村本大志から村本天志に改名。2009年から再び本名の村本大志に戻し活動。また、東北新社在籍中に知り合った映画監督・相米慎二に師事。以来、晩年の相米と多くの時間を過ごした。2004年には田口トモロヲ主演の映画『MASK DE 41』を監督。CFにとどまらず幅広いジャンルで演出活動を続けている。2007年に念願のジーンズブランドDownnorth Jeansを立ち上げmade in Japan にこだわったデニムを作っている。
2020年12月、双葉社より初めての長編小説『透明な耳。』刊行。

## 主な映像作品

### CM
- JT CABIN SPIRIT（海と島の博覧会・ひろしま／JT館 パビリオン映像）
- TOYOTA CELICA LONDON国際広告賞大賞FINALIST
- 31アイスクリーム（Zoo）
- LION 植物物語（原田知世）1992フジサンケイ広告賞大賞 グランプリ
- Canon 01 ショップ
- 月桂冠・ブランド （真田広之）
- 月桂冠・融米造り（真田広之）
- NISSAN LAUREL
- 日立マクセル 企業 (西岡徳馬 他)
- サッポロビール 北海道
- LION 植物物語 ボディーソープ（原田知世）
- 月桂冠・融米造り'93
- Panasonic テレビデオ/2Shot（高嶋政伸）
- ネッスル ゴールドブレンド/モカ
- ソウル市 公共広告
- 日立 Gビデオ（ゴジラ）
- 全日空 国内線キャンペーンシリーズ（時任三郎・中条静夫）
- 紀文 焼ちくわ
- ミノルタ α707Si
- 資生堂 HG（織田裕二）
- Canon ワープロJ（時任三郎・左時枝）
- National Eolia キャンペーン'94（石田ひかり・井上順）
- NTT DOCOMOムーバ「課長島耕作シリーズ」（宅麻伸・高樹沙耶・平泉成・篠原涼子他）
- 味の素 和食特選（中村雅俊）
- ミノルタ パノラマズーム135（鈴木杏樹）
- アサヒ スーパードライシリーズ '96-'97
- LION 休息時間 '96-'97（香坂みゆき・伊藤歩）
- 三菱電機 デジタルムーバ（坂本龍一）
- NTT ボイスワープ（SMAP）
- 大塚ビバレジ・ジャワティ
- グリコ ポッキー '97夏（吉川ひなの・鳥羽潤）
- カネボウ プロスタイルシリーズ（加藤紀子）
- ブルボン プチシリーズ '98（知念里奈 他）
- サッポロビール 冬物語（木村佳乃 他）
- 伊藤園 金の烏龍茶
- キリンビバレッジ JIVE（玉置浩二・原沙知絵）
- ユニ・チャーム ライフリー（檀ふみ 他）
- カネボウ つるるんローションシリーズ（水野真紀）
- サッポロビール ヱビスビール '97-98（一色沙英・前田吟）
- 花王 ビオレ シリーズ '98（岡本綾・辻香緒里・松下由樹）
- 小学館 プチセブン
- ハウス ジャワカレー（役所広司・久保京子）
- グリコ ポッキー '98夏（吉川ひなの・鳥羽潤）
- ミツカン 追いがつおつゆ シリーズ '98-'02（菊池桃子・田畑智子）
- 明星食品 中華街（遠藤久美子）
- DDI セルラー 企業
- SONY インフォメーションナビシステム
- Panasonic DVC-PRO （N.Y 1 ジャーナリスト）
- マクドナルド ショウガだれバーガー
- 森永乳業 カフェラテ （ウィノナ・ライダー）
- ミサワホーム 企業（東山紀之・山下智久）
- 朝日新聞 世界の文学（竹中直人）
- グリコ ポッキー‘99シリーズ（田中麗奈・妻夫木聡・池内博之・本上まなみ 他）
- 集英社 MEN'S NON-NO
- 日立電気 クリーナー ラ・ラクリン（小泉今日子・田口トモロヲ・パパイヤ鈴木）
- 日興證券（中村勘九郎・余貴美子）
- IDO東海 料金値下げキャンペーン（田口トモロヲ 他）
- 関西セルラー デジタルセルラー シリーズ（V6）
- マスターカード インターナショナル 企業（田口トモロヲ）
- VICTOR ビデオカメラ
- S&B 焼仕込みカレー（田口トモロヲ 他）
- カゴメ 六条麦茶
- JT スモーキングクリーン・キャンペーン（真田広之）
- ミノルタ カピオス25 (鈴木杏樹）
- 再春館製薬 企業（筒井真理子）
- 森永乳業 カフェラッテ（ナタリー・ポートマン）
- 野村不動産 企業（ラーメンズ/小林賢太郎）
- 朝日生命 保険王（竹野内豊・菅野美穂）
- ダイナム 企業広告シリーズ '00-'03（田中千絵 他）
- 資生堂 フェルゼア（竹下明子 他）
- AXAニチダン 企業
- ベネッセ 進研ゼミ 中学講座（TOKIO）
- 日本生命 生きるチカラ '00・'01（織田裕二）
- Canon IXYデジタル/ケニア（中田英寿）
- NTT Docomo 春のドコモフェア（妻夫木聡・中村綾乃）
- 東芝 企業 '01（伊藤歩・蒼井優・ラーメンズ 他）
- JAL JAL悟空（藤原紀香）
- エーザイ 痴呆症啓発広告 '01（加藤治子・田口トモロヲ・筒井真理子・伊藤歩・蒼井優）
LONDON国際広告賞 Public Service 部門 部門賞/ニューヨークフェスティバルFINALIST/経済労働大臣賞（グランプリ）
- エーザイ 痴呆症啓発広告'02 （大滝秀司・小日向文世・松尾スズキ・高田聖子）
ACC CM FESTIVAL ACC賞・LONDON国際広告賞 TV & Cinema部門 FINALIST
- SONY Web用SHORT FILM ファイト!（田口トモロヲ・蒼井優）
- 三菱自動車 モーターショー用SHORT FILM（田口トモロヲ・川津春）
- JACCS CARD 企業シリーズ '01-'03（村上淳・伊藤歩）
- 東京電力 スマイル∞エナジー（FC東京）
- NEC 504iシリーズ （内藤剛志）
- 積水ハウス BIENA （小日向文世 他）
- toto スポーツ振興支援（池内万作・西牟田恵）
- アサヒビール アサヒ本生（松本幸四郎・田口トモロヲ）
- SANYO 充電式電池
- 三井住友銀行 中小企業支援 '02-'03
- avex trax ELT/time pieces 告知 （蒼井優・派谷恵）
- ネスレスノー LC1ヨーグルト （小日向文世・白井貴子）
- 伊藤園 サロン ド カフェ （観月ありさ）
- 佐川急便 企業シリーズ '04
- アサヒビール スーパードライ '04 （木村東吉 他）
- トヨタホーム 企業シリーズ '04 （寺田農・白川和子・田中哲司・小林賢太郎／ラーメンズ）
- JACCS CARD 企業シリーズ '04-'05 （松田龍平・田畑智子）
- JRA '04 年頭 （明石家さんま）
- 三菱証券 企業 （巻上公一）
- 栄光ゼミナール 企業
- NTT西日本 企業シリーズ（砂絵アニメーション・シリーズ）アジア太平洋広告祭金賞（2004年） 銀賞（2005年）
- トヨタ自動車 MORE THAN BEST（串田和美・大森南朗・伊藤歩・粟田麗）
- CCJC 爽健美茶（関めぐみ 他）
- AEON 企業 新入学キャンペーン（池内万作・粟田麗・平泉成・左時枝）
- エースコック カップ春雨（玉山鉄二）
- トヨタホーム 企業シリーズ '05（寺田農・白川和子・筒井真理子）
- 大洋薬品 ジェネリック医薬品（加山雄三）
- アオキインターナショナル 春夏キャンペーン（役所広司・天衣織女）
- SONY RECORDS ポルノグラフティ 「THUMPx」アルバム告知（神木隆之介）
- NTT西日本 フレッツ光 （長澤まさみ）
- NTTドコモ中国 企業広告
- 花王ソフィーナ 大人の毛穴ケア （天海祐希）
- SONY RECORDS DEPAPEPE アルバム告知（六角精児）
- 公共広告機構 地震対策篇（池内万作 他）花王 ハミング 「触れる瞬間」篇
- エース プロテカ 「新しい旅立ち」篇 （村上淳・伊藤歩）
- 三菱自動車 OUTLANDER 「空港」篇 （江口洋介）
- 花王 スタイルフィット シリーズ （田辺誠一・伊藤歩）
- 成田空港 「空の港で。」18話〜21話 （松岡俊介・和田聡宏・中村優子・桃生亜希子 他）
- 花王 ブローネ 泡カラーシリーズ （水島かおり・渡辺真起子）
- フジテレビ「魔法の辞典」オープニングドラマ（渡辺真起子他）
- ベルメゾン「2011 TV CMシリーズ」（小西真奈美・松尾スズキ）
- 積水化学工業 セキスイハイム 企業シリーズ（阿部寛・武井咲）
- ハウス食品「こくまろカレー」（本上まなみ）
- JTB 100周年記念キャンペーン／Hawaii 「シエスタ篇」「ビーチ篇」（武井咲 他）
- JR西日本「話そうでっかい九州で 九州新幹線キャンペーン」（杉本哲太・キムラ緑子 他）
- SUBARU 企業「確信犯」篇（Web movie）

### ドラマ
- WOWOWドラマW 「扉は閉ざされたまま」（主演／黒木メイサ）
- LaLa TV「私たちがプロポーズされないのには101の理由があってだな」第6話（渡辺真紀子 他）
- LaLa TV「私たちがプロポーズされないのには101の理由があってだな Season 2」（佐々木希・宮﨑淑子）

### 映画
- かわいいひと 「EPISODE I」（安藤政信・奥菜恵）1998年 ※ビデオ題「ポッキー坂恋物語 かわいいひと」
- 「MASK DE 41」（田口トモロヲ・松尾ｽｽﾞｷ・小日向文世・蒼井優）2004 釜山国際映画祭PPP Ilshin Award
- 「Amy said」（三浦誠己・渋川清彦・大西信満・中村優子・村上淳・渡辺真起子） 2017公開

### ドキュメンタリー
- NHK BShi 私が子どもだったころ／松尾スズキ篇「妄想少年」

### PV
- SONY MUSIC 知念里奈
- ポニーキャニオン GRAPEVINE（村上淳・麻生祐未・田口トモロヲ）
- VICTOR RECORD 南佳孝「遥かなディスタンス」
- avex trax 大橋トリオ 「フラワー」

## 受賞歴
- 1992年 フジサンケイ広告賞 グランプリ／ライオン・植物物語
- 2002年 第42回消費者のためになった広告コンクール〈経済産業大臣賞・グランプリ〉
- 2002年 第17回ロンドン国際広告賞 Public Service部門〈GOLD〉
- 2001年 第44回ニューヨーク・フェスティバル Television & Cinema部門〈ファイナリスト〉
- 2002年 第42回ACC CM FESTIVAL〈ACC賞〉（「痴呆症をあきらめない」）
- 2002年 第17回ロンドン国際広告賞〈ファイナリスト〉（「痴呆症をあきらめない」）
- 2003年 第18回ロンドン国際広告賞 TV/Cinema部門 〈ファイナリスト〉
- 2003年 第43回ACC CM FESTIVAL TV CM部門〈ファイナリスト〉
- 2002年 第45回ニューヨーク・フェスティバル Television&Cinema部門〈ファイナリスト〉
- 2000年 釜山国際映画祭 PPP Ilshin Award受賞
- 2005年 第45回 ACC CM FESTIVAL テレビCM部門〈ファイナリスト〉
- 2005年 第48回 ニューヨーク・フェスティバル TV Cinema & Radio Adovertising部門〈BRONZE〉
- 2004年 第15回 タイムズアジア・パシフィック広告賞 Television部門-Art Direction〈GOLD〉
- 2004年 第15回 タイムズアジア・パシフィック広告賞 Television部門-Corporate Image〈SILVER〉

その他入選多数。